# P-mentano-3,8-diol
El p-mentano-3,8-diol o para-mentano-3,8-diol, llamado también PMD y geranodil, es un diol alifático de fórmula molecular C10H26O2. Es un compuesto quiral con isómeros cis y trans.

## Propiedades físicas y químicas
El p-mentano-3,8-diol es un sólido con olor a hierba o menta. Tiene su punto de fusión a 67 °C y su punto de ebullición a 268 °C.
Posee una densidad ligeramente superior a la del agua, 1,01 g/cm³.
El valor estimado del logaritmo de su coeficiente de reparto, logP ≃ 1,4 - 2,2, implica una solubilidad mayor en disolventes apolares que en agua.
En cuanto a su reactividad, este compuesto es incompatible con agentes oxidantes fuertes.

## Síntesis
El p-mentano-3,8-diol puede sintetizarse a partir de citronelal por tratamiento con ácido sulfúrico al 0,25% a 50 °C durante 11 horas, siendo el grado de conversión del 97,9%. El producto se cristaliza en heptano a -50 °C durante 20 horas, alcanzándose un rendimiento del 80% de ambos diasteroisómeros.
El citronelal también se puede convertir a p-mentano-3,8-diol mediante cultivos en suspensión de Solanum aviculare. En este caso, el isómero cis es dominante frente al isómero trans (39% y 15%, respectivamente). Otros productos de la transformación son citronelol e isopulegol (23% y 17%, respectivamente).
Análogamente se ha desarrollado un método de síntesis del p-mentano-3,8-diol a partir del aceite esencial de Corymbia citriodora —mayoritariamente citronelal— con un tratamiento de ácido cítrico en un medio bifásico agua/aceite esencial.
Otro procedimiento para preparar p-mentano-3,8-diol también utiliza extracto de citronelal como materia prima y agua desionizada como disolvente. Se emplean dos catalizadores, uno de transferencia de fase y otro ácido; este último puede ser una sal de un ácido fuerte inorgánico, ácido metanosulfónico, un ácido de Lewis, cloruro de aluminio anhidro o cloruro de zinc.
La temperatura de reacción se mantiene a 0-30 °C y el tiempo de reacción es entre 2 y 4 horas.

## Usos
El p-mentano-3,8-diol es un ingrediente activo ampliamente utilizado en repelentes de insectos. Por ejemplo, el producto comercializado como Citriodiol® —notificado en la Directiva Europea de Productos Biocidas (BPD) 98/8/EC y que se encuentra en las etapas finales de evaluación del Reglamento de Productos Biocidas de la Unión Europea (BPR)— contiene al menos un 64% de la mezcla de los isómeros cis y trans de este diol.
En este sentido, estudios realizados con Anopheles stephensi han puesto de manifiesto que productos con un 20% o un 30% de p-mentano-3,8-diol brindan una protección completa durante 11-12 horas a una dosis de 1,7 mg/cm², mientras que productos con solo un 10% brindan una protección inferior a 2 horas.
Por otra parte, este diol transmite sensación de frescura, por lo que es usado en composiciones que persiguen este fin.
Se emplea como aditivo en alimentos, en medicina (principalmente en excipientes farmacéuticos que se agregan para promover la absorción transdérmica de fármacos) y en cosméticos (para promover la absorción percutánea y prevenir el efecto antiinflamatorio en picaduras).
Como también goza de propiedades antivirales, puede formar parte de medicamentos para destruir o inactivar virus.
En el mundo natural, el p-mentano-3,8-diol se encuentra en frutas, siendo también un componente de las raíces del arbusto Litsea cubeba. En pequeñas cantidades está presente en el aceite de las hojas de Corymbia citriodora, árbol originario de Australia pero que actualmente se cultiva en otros lugares como la India.